# Minecraft Earth
Minecraft Earth a fost un joc mobil de tip sandbox cu realitate augmentată dezvoltat de Mojang, bazat pe jocul video Minecraft. Acesta a fost anunțat pentru prima dată pe 17 mai 2019. Jocul a fost gratuit pentru Android și iOS. Jocul a primit actualizarea finală în ianuarie 2021 și s-a închis oficial pe 30 iunie 2021 din cauza pandemiei COVID-19.